# Tramvajski prijevoz u Szczecinu
Tramvajski prijevoz u Szczecinu otvoren je 23. kolovoza 1879. godine.  U početku je vozio konjski tramvaj, a prva električna linija uvedena je 1896. Ščećinski tramvajski sustav ima ukupnu dužinu tračnica od 65,5 km i 12 tramvajskih linija. Javnim tramvajskim prijevozom upravlja tvrtka Tramwaje Szczecińskie.
Širina kolosijeka je 1435 mm. Napon kontaktne mreže iznosi 600 V.

## Linije
|  | Trasa |
|  | --- |
|  | Osiedle Zawadzkiego ↔ Potulicka Szafera – Wojska Polskiego – Piłsudskiego – Matejki – Plac Żołnierza Polskiego – Niepodległości – 3 Maja – Narutowicza – Potulicka                                                                    |
|  | Dworzec Niebuszewo ↔ Turkusowa Orzeszkowej – Asnyka – Kołłątaja – Wyzwolenia – Niepodległości – Wyszyńskiego – Energetyków – Gdańska – Eskadrowa – Hangarowa – Jaśminowa                                                              |
|  | Osiedle Zawadzkiego ↔ Pomorzany Szafera – Arkońska – Niemierzyńska – Krasińskiego – Wyzwolenia – Niepodległości – Dworcowa – Nowa – Kolumba – Chmielewskiego – Smolańska                                                              |
|  | Osiedle Zawadzkiego ↔ Stocznia Szczecińska Szafera – Sosabowskiego – Żołnierska – Mickiewicza – Bohaterów Warszawy – Jagiellońska – Piastów – Piłsudskiego – Matejki – Malczewskiego – Parkowa – Dubois – Firlika                     |
|  | Gocław ↔ Pomorzany Lipowa – Światowida – Strzałowska – Wiszesława – Dębogórska – Ludowa – Druckiego-Lubeckiego – Stalmacha – Nocznickiego – Firlika – Łady – Jana z Kolna – Nabrzeże Wieleckie – Kolumba – Chmielewskiego – Smolańska |
|  | Osiedle Zawadzkiego ↔ Turkusowa Szafera – Sosabowskiego – Żołnierska – Mickiewicza – Bohaterów Warszawy – Krzywoustego – Plac Zwycięstwa – Wyszyńskiego – Energetyków – Gdańska – Eskadrowa – Hangarowa – Jaśminowa                   |
|  | Gumieńce ↔ Turkusowa Kwiatowa – Ku Słońcu – Sikorskiego – Krzywoustego – Plac Zwycięstwa – Wyszyńskiego – Energetyków – Gdańska – Eskadrowa – Hangarowa – Jaśminowa                                                                   |
|  | Głębokie ↔ Potulicka Wojska Polskiego – Wawrzyniaka – Bohaterów Warszawy – Krzywoustego – Plac Zwycięstwa – Niepodległości – 3 Maja – Narutowicza – Potulicka                                                                         |
|  | (Głębokie ↔) Las Arkoński ↔ Plac Rodła ↔ Gumieńce (Wojska Polskiego – Arkońska –) Niemierzyńska – Krasińskiego – Wyzwolenia – Niepodległości – Plac Zwycięstwa – Krzywoustego – Sikorskiego – Ku Słońcu – Kwiatowa                    |
|  | Ludowa ↔ Pomorzany Ludowa – Druckiego-Lubeckiego – Stalmacha – Nocznickiego – Firlika – Dubois – Parkowa – Malczewskiego – Matejki – Piłsudskiego – Piastów – Powstańców Wielkopolskich – Budziszyńska                                |
|  | Dworzec Niebuszewo ↔ Pomorzany Orzeszkowej – Asnyka – Kołłątaja – Wyzwolenia – Piłsudskiego – Piastów – Powstańców Wielkopolskich – Budziszyńska                                                                                      |

## Vozni park
Vozni park je raznovrstan i sastavljen je od nekoliko tipova tramvaja različitih proizvođača. Radnim danom u prometu je 203 tramvajskih motornih kola.

### Današnji
| Slika | Tip                   | Godine proizvodnje | Broj primjeraka |
| ----- | --------------------- | ------------------ | --------------- |
|       | Konstal 105Ng/2015    | 2000.              | 12              |
|       | Konstal 105N2k/S/2000 | 2001.              | 14              |
|       | Protram 105N2k/D/2000 | 2007.              | 6               |
|       | Tatra KT4DtM          | 1974. – 1997.      | 72              |
|       | Tatra T6A2D           | 1988. – 1999.      | 48              |
|       | Moderus Alfa HF09     | 2008.              | 2               |
|       | Moderus Alfa HF10AC   | 2011.              | 12              |
|       | Pesa 120NaS           | 2011.              | 6               |
|       | Pesa 120NaS2          | 2013.              | 22              |
|       | Moderus Beta          | 2014.              | 10              |

### Povijesni
- Nordwaggon Bremen - 1 tramvaj
- Düwag GT6 - 1 tramvaj
- Konstal 105N - 2 tramvaja
- Düwag B4 - 2 tramvaja
- Konstal N - 8 tramvaja
- Konstal ND - 1 tramvaj
- Konstal 4N - 11 tramvaja
- Konstal 4ND - 1 tramvaj
- Konstal 102Na - 2 tramvaja